# Pettyes császárgalamb
A pettyes császárgalamb (Ducula carola) a madarak osztályának galambalakúak (Columbiformes) rendjébe és a galambfélék (Columbidae) családjába tartozó faj.
A magyar név forrással nincs megerősítve, lehet, hogy az angol név tükörfordítása (Spotted Imperial-pigeon).

## Előfordulása
Fülöp-szigetek területén honos.

## Alfajai
- Ducula carola carola
- Ducula carola mindanensis
- Ducula carola nigrorum

## Megjelenése
Testhossza 33 centiméter.